# Cold Point
Der Cold Point (englisch, polnisch Przylądek Zimny ‚Kaltes Kap‘) ist eine Landspitze vulkanischen Ursprungs an der Südküste von King George Island in der Gruppe der Südlichen Shetlandinseln. Sie liegt am Kopfende des Collins Harbour.
Polnische Wissenschaftler benannten sie 1984.